# Айвазов, Иван Георгиевич
Ива́н Гео́ргиевич Айва́зов (13 февраля 1872, Мариуполь, Российская империя — 17 декабря 1964, Павлоград, СССР) — православный миссионер, богослов и публицист.

## Биография
Родился Иван Айвазов в семье матроса, в городе Мариуполь Екатеринославской губернии.
Учился в Екатеринославской духовной семинарии. В 1898 году закончил Казанскую духовную академию со степенью кандидата богословия.
С 1899 по 1912 год служил епархиальным миссионером в Тамбовской, Екатеринославской, Харьковской и Московской епархиях. В 1912 году получил звание магистра богословия и перешел на должность миссионера в Петербургскую епархию. Преподавал в Московской и Санкт-Петербургской духовных академиях.
Принимал активное участие в монархическом движении, состоял членом Русского собрания, выступал с докладами религиозного и общественно-политического содержания. Был одним из ближайших сподвижников протоиерея Иоанна Восторгова, состоял в правлении Братства Воскресения Христова. Участвовал в организации и деятельности монархических съездов, таких как «Четвёртый всероссийский съезд объединённого русского народа», «первый Всероссийский съезд представителей Союза правой печати», «Съезд русских людей» (1909 года), «Петроградское совещание монархистов».
Работал редактором и сотрудником журнала «Голос Церкви», также сотрудничал с журналами «Душеполезное чтение», «Миссионерское обозрение», «Миссионерский противомусульманский сборник», «Церковный вестник», «Вера и разум», «Голос истины». Написал множество публикаций и сочинений по темам миссионерства и обличения сектантов (хлыстов, духоборов, молокан, баптистов и других).
В 1918 году был назначен миссионером-проповедником Московской епархии. Несколько раз подвергался арестам, в 1928 году был на три года отправлен в ссылку в Йошкар-Олу с конфискацией библиотеки.
В 1933 году поселился в Павлограде, в 40-е и 50-е годы печатался в «Журнале Московской патриархии».
Умер 17 декабря 1964 года в городе Павлоград, Днепропетровской области.
10 октября 1995 года реабилитирован прокуратурой Ленинграда.

## Некоторые сочинения
- Всемирная задача христианства. Христианское самодержавие. СПб., 1905.
- Русское сектантство. Харьков, 1906.
- К диссертации Д.Г. Коновалова: "Религиозный экстаз в русском мистическом сектантстве". М., 1909.
- Московские сектанты и московские братцы. М., 1909.
- Беседа с сектантами о субботе и воскресном дне. М., 1910.
- Проблема свободы в философии Канта / И. Г. Айвазов. — Москва : Книгоиздательство «Верность», 1910. — 31 с.
- Власть Всероссийского Царя. М., 1912.
- Законодательство по церковным делам в царствование императора Александра III-го. М., 1913.
- Религиозные скитания русской интеллигенции нашего времени. М., 1913.
- Как вести с заблуждающимися прения о вере (Миссионерская методика). 1915.
- Материалы для исследования русских мистических сект. 1916. Вып. 1. Т. 1—-3.
- О соединении Церквей // ЖМП. 1945. № 5.
- Краеугольный камень Церкви Христовой // ЖМП. 1947. № 6.
- Догмат искупления // ЖМП. 1952. № 1.
- О почитании Креста Господня // ЖМП. 1957. № 3.
- Материалы для исследования русских мистических сект. Выпуск 1. Христовщина. Том 1. — 1915
- Материалы для исследования русских мистических сект. Выпуск 1. Христовщина. Том 2. — 1915
- Материалы для исследования секты скопцов. — 1916